# Skyways

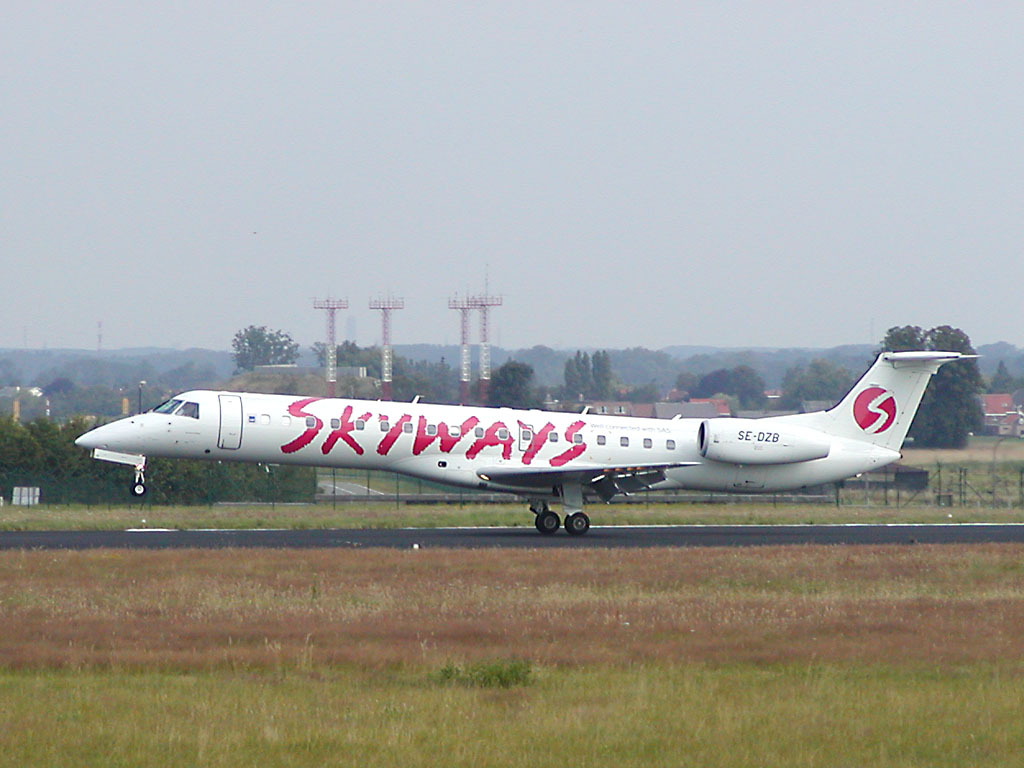
Embraer ERJ 145

Skyways ou Skyways Express AB (code AITA : JZ ; code OACI : SKX) était une compagnie aérienne suédoise qui exploitait des services réguliers.

## Histoire
La compagnie est créée en 1942 par Nils et Birgit Thüring sous le nom de AB Avia.
Les époux Thüring s'en séparent en 1977 en la revendant à deux entrepreneurs suédois, Nils Björkman et Lennart Gustafsson.
Ceux-ci la revendent en 1984 à la Gotland Steamship Company qui l'opère sous le nom Avia,.
Fin juillet 1985, Be-Ge vend sa compagnie aérienne Syd-Aero à Avia, puis en 1992 la compagnie fusionne avec Salair en conservant le nom Avia puis change de nom pour Skyways en 1993.
En 1997, Skyways a commencé à coopérer avec SAS pour finalement devenir l'un de ses partenaires. Ce partenariat a permis à Skyways d'élargir son offre de destinations et de proposer, dès le début de cette coopération, deux vols internationaux.
En 1998, Skyways rachète la compagnie Airborne puis en 2000 fusionne avec Air Express et Highland Air pour devenir Skyways Regional.
Skyways est mis en faillite en mai 2012, le 22. Skyways Express AB et City Airline AB ont déposé le bilan alors que Cimber Sterling avait déposé le bilan plus tôt ce mois-là.

## Flotte
La flotte de la compagnie a été riche par la diversité des appareils:
- Fokker F50,
- SAAB 340,
- Embraer ERJ-145,
- SAAB 2000,
- McDonnell Douglas MD-80,
- BAe 146 (Avro RJ),
- Beechcratf 1900,
- BAe Jetstream 31,
- Fokker F100.